# National Women’s Soccer League 2013/Player Allocation
Bei der National Women’s Soccer League Player Allocation (engl. Zuweisung von Spielerinnen) vor der Saison 2013 wurden den acht an der neugegründeten NWSL teilnehmenden Franchises durch ein Expertengremium 55 Nationalspielerinnen der Vereinigten Staaten, Kanadas und Mexikos zugewiesen. Die Fußballverbände der Vereinigten Staaten, Kanadas und Mexikos hatten zuvor eingewilligt, das Gehalt dieser Spielerinnen anstelle der zugewiesenen Vereine zu übernehmen. Die Ergebnisse des Zuweisungsprozesses wurden am 11. Januar 2013 bekanntgegeben.

## Prozess

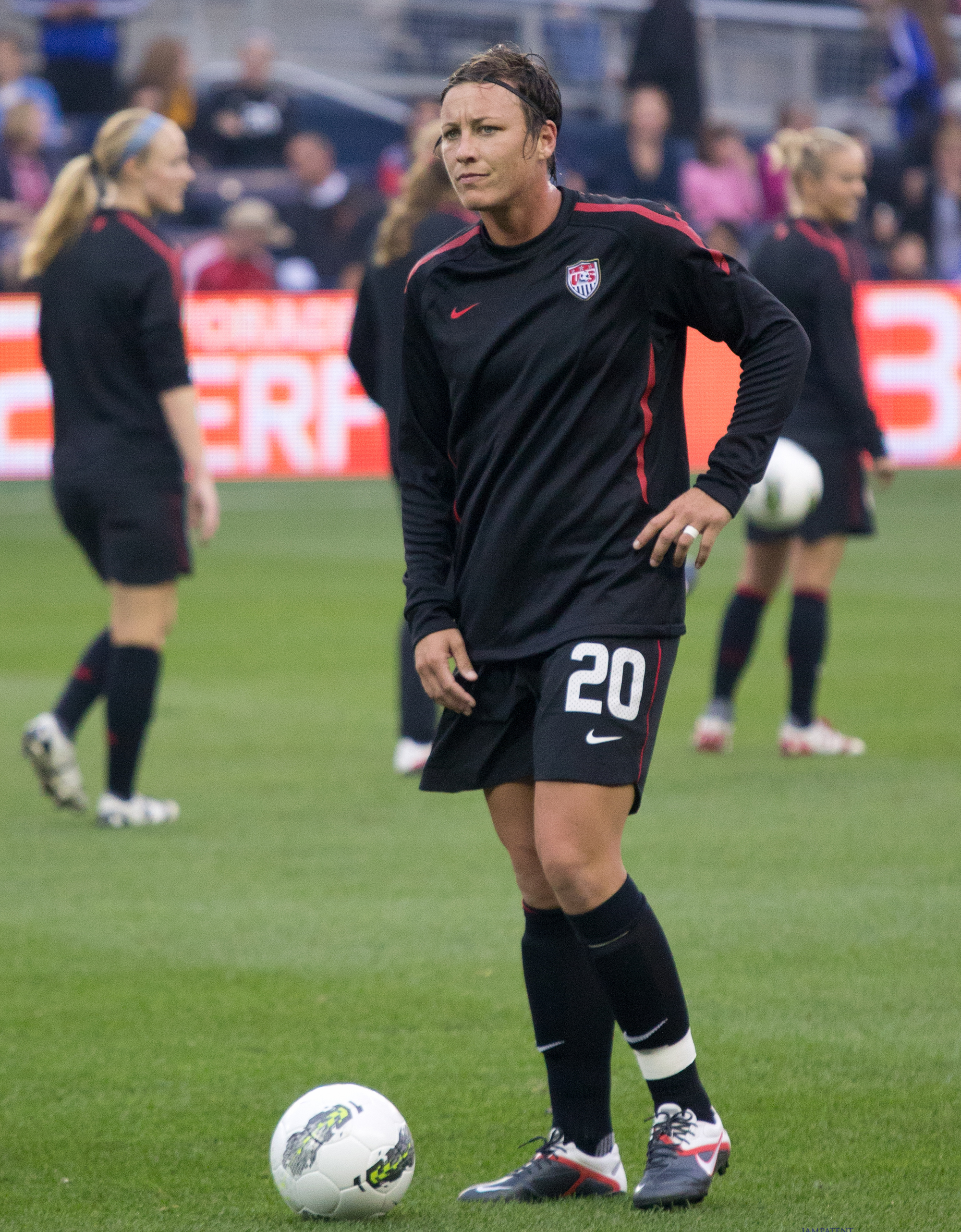
Abby Wambach wurde wenige Tage vor der Zuweisung zur Weltfußballerin gewählt.

Die drei beteiligten Fußballverbände wählten 23 (Vereinigte Staaten) beziehungsweise 16 (Kanada und Mexiko) Nationalspielerinnen aus, welche mit finanzieller Unterstützung ihrer Heimatverbände in der NWSL spielen sollten. Ziel dieses Vorgehens war es, die Mannschaftsetats der in der NWSL vertretenen Franchises überschaubar zu halten und dennoch sicherzustellen, dass die Nationalspielerinnen der beteiligten Verbände in der neugegründeten Profiliga zu Einsätzen und Spielpraxis kämen. Unter den US-amerikanischen Kandidatinnen befanden sich dabei auch alle 18 Spielerinnen, welche wenige Monate zuvor das Fußballturnier bei den Olympischen Sommerspielen 2012 gewinnen konnten.
Jedes der acht Franchises reichte vor der Zuweisung für jeden der drei Nationen-Pools eine priorisierte Liste mit den Spielerinnen ein, welche es verpflichten wollte. Alle Spielerinnen wählten wiederum vier von ihnen bevorzugte Teams aus, sowie eines, für das sie auf keinen Fall spielen wollten. Diese Wunschlisten wurden dann von einem Gremium abgeglichen, welches aus Vertretern aus dem Umfeld des Collegesports, der Klubs, und der betroffenen Jugend- und A-Nationalmannschaften bestand. Während des Zuweisungsprozesses wurde zusätzlich auf eine möglichst ausgeglichene Spielstärke der so entstehenden Rumpfkader geachtet.
Die Zuweisung wurde am 9. Januar 2013 durchgeführt, zwei Tage später wurden die Ergebnisse bekanntgegeben. Jedes Team, mit Ausnahme der Western New York Flash, erhielt drei US-amerikanische und je zwei kanadische und mexikanische Nationalspielerinnen. Die Flash erhielten lediglich zwei US-Spielerinnen, zum Ausgleich war darunter die wenige Tage zuvor zur Weltfußballerin 2012 gewählte Abby Wambach.

## Ergebnis
|                    | Boston Breakers      | Chicago Red Stars     | FC Kansas City      | Portland Thorns FC      | Seattle Reign FC     | Sky Blue FC      | Washington Spirit         | Western New York Flash |
| Vereinigte Staaten | Sydney Leroux        | Shannon Boxx          | Nicole Barnhart     | Rachel Buehler          | Megan Rapinoe        | Jillian Loyden   | Ashlyn Harris             | Carli Lloyd            |
| Vereinigte Staaten | Heather Mitts Anm. 3 | Amy LePeilbet         | Lauren Cheney       | Tobin Heath             | Amy Rodriguez Anm. 1 | Kelley O’Hara    | Alexandra Krieger         | Abby Wambach           |
| Vereinigte Staaten | Heather O’Reilly     | Keelin Winters Anm. 2 | Becky Sauerbrunn    | Alex Morgan             | Hope Solo            | Christie Rampone | Lori Lindsey              |                        |
| Kanada             | Adriana Leon         | Erin McLeod           | Desiree Scott       | Karina LeBlanc          | Kaylyn Kyle          | Sophie Schmidt   | Robyn Gayle               | Bryanna McCarthy       |
| Kanada             | Rhian Wilkinson      | Carmelina Moscato     | Lauren Sesselmann   | Christine Sinclair      | Emily Zurrer         | Melanie Booth    | Diana Matheson            | Jodi-Ann Robinson      |
| Mexiko             | Anisa Guajardo       | Maribel Domínguez     | Renae Cuéllar       | Luz Saucedo Anm. 4      | Jenny Ruiz           | Mónica Ocampo    | Alina Garciamendez Anm. 5 | Verónica Pérez         |
| Mexiko             | Cecilia Santiago     | Dinora Garza          | Marilyn Díaz Anm. 4 | Marlene Sandoval Anm. 4 | Teresa Noyola        | Nayeli Rangel    | Guadalupe Worbis          | Pamela Tajonar         |

Vor dem ersten Spieltag der Saison 2013 am 13./14. April 2013 gab es folgende Änderungen bezüglich der zugewiesenen Nationalspielerinnen:

## Folgen

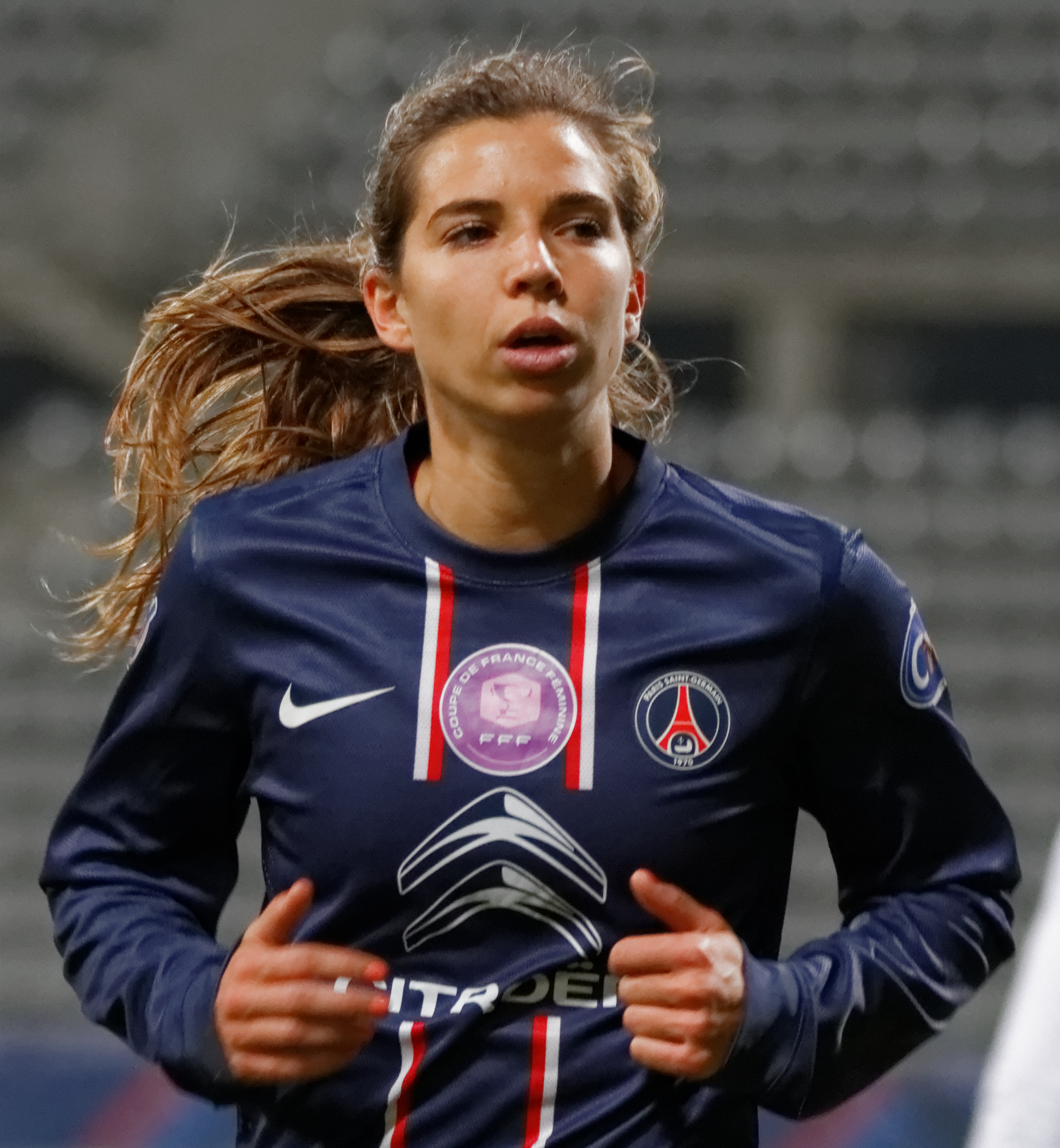
Tobin Heath stieß als letzte der zugewiesenen Nationalspielerinnen zu ihrem Team.

Die acht NWSL-Franchises konnten ihre Mannschaftskader in der Folge während des am 18. Januar in Indianapolis durchgeführten College-Drafts erweitern. Zudem wurde der Supplemental-Draft durchgeführt und die Verpflichtung sogenannter Free Agents, also vertragsloser Spielerinnen, war möglich.
Als teilweise problematisch erwies sich die Zuweisung von Spielerinnen, die bei europäischen Vereinen unter Vertrag standen und ihren Teams daher erst nach Ende der europäischen Saison 2012/13 im Frühsommer zur Verfügung standen. Während beispielsweise Teresa Noyola ihren bisherigen Verein ADO Den Haag bereits vor Vertragsende verließ, um sich dem ihr zugeteilten Franchise noch vor Saisonbeginn anzuschließen, debütierte Megan Rapinoe (zuvor Olympique Lyon) erst am 23. Juni im elften Saisonspiel des Seattle Reign FC. Tobin Heath (Paris Saint-Germain) stand dem Portland Thorns FC gar erst ab Mitte Juli, und somit dem 15. von 22 Spielen der regulären Saison, zur Verfügung.
Die Spielerin Kristie Mewis (FC Kansas City) wurde im Laufe der Saison 2013 in den Status einer zugewiesenen Spielerin gehoben und ihr Gehalt ab diesem Zeitpunkt von der USSF übernommen.
Es war zunächst unklar, ob, und falls ja wie lange, die getroffene Spielerinnenzuweisung über die Saison 2013 hinaus Bestand haben würde. Beobachter schlossen jedoch aus bei Spielerinnentransfers bekannt gewordenen Vertragsdetails, dass die Zuweisung zumindest für die Saison 2014 bestehen bleiben würde. Diese Annahme bestätigte sich im Rahmen der am 3. Januar 2014 bekanntgegebenen Player Allocation 2014 teilweise, insbesondere in Bezug auf die zugewiesenen Spielerinnen der Vereinigten Staaten.